# Maurós (Òlt)
Maurós (en francès Mauroux) és un municipi francès situat al departament de l'Òlt i a la regió d'Occitània.
El municipi té Maurós com a capital administrativa, i també compta amb els agregats de Larigaud, lo Rocal, Dordet, Janés, los Tres Noguièrs, la Comba de Mortairós, Trussal, Garrigas, la Baissa, las Goniás, Palòt, Sabin, Gramont, la Comba de Gavin, l'Encliá i Puèg-ausson.

## Demografia
| 1962                                       | 1968 | 1975 | 1982 | 1990 | 1999 | 2007 |
| ------------------------------------------ | ---- | ---- | ---- | ---- | ---- | ---- |
| 338                                        | 353  | 325  | 336  | 371  | 417  | 512  |
| Des de 1962: població sense dobles comptes |      |      |      |      |      |      |

## Administració
| Període   | Identitat          | Partit |
| --------- | ------------------ | ------ |
| 2001-2008 | Marie-Claude Liger |        |
| 2008-     | Guy Delbès         | UMP    |